# Eugene Jolas
John George Eugene Jolas, auch Eugène Jolas, (* 26. Oktober 1894 in Union City, New Jersey; † 26. Mai 1952 in Paris) war ein US-amerikanischer Journalist und  Dichter. In Paris gab er von 1927 bis 1938 das Literaturmagazin transition heraus.

## Leben und Werk
Eugene Jolas wurde als Sohn eines französischen Vaters, Eugene Pierre Jolas, und einer deutschen Mutter Christine, geborene Ambach, in den USA geboren, wohin seine Eltern wenige Jahre vorher emigriert waren. 1897, noch vor Eugenes drittem Geburtstag, kehrten seine Eltern nach Europa zurück. Er wuchs in Forbach (Moselle), nach 1871 Elsass-Lothringen, heute Lothringen, auf. Mit 15 Jahren reiste er nach New York, wo er an der DeWitt Clinton Evening High School in der Bronx seine Englischkenntnisse vervollkommnete und sich als Bote einen bescheidenen Lebensunterhalt verdiente. Seine ersten Gedichte schrieb er auf Deutsch in expressionistischer Manier. Er arbeitete als Journalist beim Volksblatt und Freiheitsfreund und The Pittsburgh Sun in Pennsylvania.
Während des Ersten Weltkriegs schloss sich Jolas 1917 der U.S. Army an, er war in Camp Lee, Virginia stationiert, wo er kleine Zeitungen für Soldaten und Veteranen herausbrachte. Nach der Entlassung aus der Armee pendelte Jolas mehrere Jahre zwischen Nordamerika und Europa, um seine Karriere im Journalismus fortzusetzen. Nach Aufenthalten in Paris in den Jahren 1923 und 1924 bekam er eine Anstellung bei der Zeitung The Chicago Tribune Paris Edition, für die er als Lokalreporter unterwegs war und viele Künstler und Literaten kennenlernte. Seine Kolumne hieß Rambles through Literary Paris.
Im Jahr 1924 erschien Eugene Jolas’ erster Gedichtband Ink bei Rhythm Press in New York, der zweite, Cinema, bei Adelphi Press, folgte dort 1926; weitere Gedichtbände erschienen in den 1930er-Jahren. Im Januar 1926 kehrte er nach New York zurück und heiratete dort Maria MacDonald (1893–1987), die er in Paris kennengelernt hatte. Nach der Heirat lebte das Paar in New Orleans, wo Jolas für The Item Tribune arbeitete.
1927 gingen Jolas und seine Frau nach Paris zurück und gründeten im April gemeinsam mit Elliot Paul das avantgardistische literarische Magazin transition. Er traf James Joyce und setzte sich sehr für Joyce’ Work in Progress ein, das spätere Finnegans Wake, ein Werk, das Jolas als perfekte Ergänzung zu seinem eigenen Manifesto ansah, das er 1927 in transition veröffentlichte. Das Manifest sagt unter anderem aus, dass „die Revolution in der englischen Sprache ein vollendeter Fakt sei“ und die „Zeit eine Tyrannei sei, die abgeschafft werden müsse“ und „der Schreiber ausdrücke, dass er nicht kommuniziere“. We need new words, new abstractions, new hieroglyphics, new symbols, new myths.
Im Februar 1935 antworteten ehemalige Freunde in transition auf Gertrude Steins Autobiography of Alice B. Toklas. Unter dem Titel The Testimony against Gertrude Stein bezichtigten Georges Braque, Henri Matisse, André Salmon, Tristan Tzara sowie das Ehepaar Jolas sie unwahrer Darstellung.
In den 1930er-Jahren begann Jolas’ Tätigkeit als Übersetzer. Er nahm eine Auszeit von seiner verlegerischen Tätigkeit in Paris und arbeitete in New York für die Havas News Agency, wo er amerikanische „News“ ins Französische übertrug. Im literarischen Bereich schuf er die englische Version von Alfred Döblins Berlin Alexanderplatz und beschäftigte sich mit Arbeiten von André Breton, Gérard de Nerval und Carl Sternheim. 1937 kehrte er nach Paris zurück, übernahm weiter Übersetzungen und veröffentlichte Anthologien. 1938 war Jolas der Mitbegründer der neuen literarischen Monatszeitschrift Volontes. Zu den weiteren Gründern gehörte beispielsweise Raymond Queneau. Volontes wurde bei Ausbruch des Zweiten Weltkriegs eingestellt, transition im Frühling 1938. 1939 zog Jolas nach New York zurück und wurde freier Schriftsteller. Nach der deutschen Besetzung Frankreichs im Jahr 1940 holte er seine Familie zurück nach Amerika.
Nach nachrichtendienstlicher Tätigkeit für das Office of War Information in New York ging er 1944 nach London, um dort Nachrichten zu übersetzen. Im Januar 1945 half er in Deutschland mit, eine freie, nicht von einer Ideologie getragene, Presse aufzubauen. Er arbeitete bei einer Aachener und Heidelberger Zeitung und wurde anschließend zum „Editor-in-Chief“ bei der Deutschen Nachrichtenagentur (DANA, später DENA). Im Februar 1947 kehrte er nach Paris zu seiner Familie zurück und arbeitete an seiner Autobiografie Man From Babel, die er 1939 begonnen hatte. 1948 wurde er Herausgeber der Neuen Zeitung in München, er gab diesen Posten im April 1950 auf und kehrte nach Paris zurück, um wieder freier Schriftsteller zu sein. Eugene Jolas starb am 26. Mai 1952 nach langer Krankheit. Der als Eugene and Maria Jolas Papers geführte Nachlass gehört zum Bestand der Beinecke Rare Book and Manuscript Library der Yale University in New Haven, Connecticut.
Seine Tochter Betsy Jolas (* 1926) ist Komponistin.
Jolas benutzte oft als Pseudonym den Namen Theo Rutra.

## Weitere Hinweise
- Fluviana: Fotos von Adolph Johannes Fischer, die James Joyce für transition, Nr. 16/17, 1929, beigesteuert hat.

## Werke (Auswahl)
- Cinema: Poems. Einleitung: Sherwood Anderson. Adelphi, New York 1926
- Eugene Jolas (Hrsg.): Anthologie de la nouvelle poésie américaine. Kra, Paris 1928.
- Eugene Jolas (Hrsg.): Le Nègre qui chante. Editions des Cahiers libres, Paris 1928
- Secession in Astropolis. Black Sun Press, Paris 1929.
- Samuel Beckett, Eugene Jolas, Robert McAlmon, William Carlos Williams, u. a.: In: Our Exmination round His Factification for Incamination of Work in Progress (1929). Essays über James Joyce’ Finnegans Wake.
- Hypnolog des Scheltenauges. Editions Vertigral, Paris 1932
- The Language of Night. The Servire  Press,  Den Haag 1932
- Motsdéluge, hypnologues. Editions des Cahiers libre, Paris 1933
- I Have Seen Monsters and Angels. Transition Press, Paris 1938
- Planets and Angels. Cornell College chapbooks, Mount Vernon, Iowa 1940.
- Words from the Deluge. Erhältlich bei Gotham Book Mart, New York 1941.
- Wanderpoem: Angelic Mythamorphosis of the City of London. Transition Press, Paris 1946.
- Chemins du monde: I. Fin de l'ère coloniale? II. Peuples et évolution. Editions de Clermont, Paris 1948.

Posthum
- Andreas Kramer, Rainer Rumold (Hrsg.), Eugene Jolas: Man from Babel. Yale University Press, New Haven 1998. Autobiographie.
- Klaus H. Kiefer, Rainer Rumold (Hrsg.): Eugene Jolas: Critical Writings, 1924–1951. Northwestern University Press, Evanston, Ill., 2009.